# Арсенид самария
Арсенид самария — неорганическое соединение
самария и мышьяка с формулой SmAs,
кристаллы.

## Получение
- Нагревание чистых веществ в вакууме:

{\displaystyle {\mathsf {Sm+As\ {\xrightarrow {2257^{o}C}}\ SmAs}}}

## Физические свойства
Арсенид самария образует кристаллы
кубической сингонии, пространственная группа F m3m, параметры ячейки a = 0,5921 нм, Z = 4,
структура типа хлорида натрия NaCl
.
Соединение конгруэнтно плавится при температуре 2257 °C
.